# دوغو برينجك
دوغو برينجك ((بالتركية: Doğu Perinçek)‏؛ ولد في 17 يونيو 1942) هو سياسي ومحام تركي يشغل منصب رئيس الحزب الوطني اليساري منذ 2015.
تخرج دوغو برينجك من كلية الحقوق بجامعة أنقرة في يونيو 1964 مع درجة البكالوريوس في القانون وبدأ كمدرس مساعد في القانون العام (نظرية الدولة والحقوق العامة) بعد الحصول على من دبلومه. في عام 1968، حصل على درجة الدكتوراه في القانون. كان عنوان أطروحته للدكتوراه بعنوان «التنظيم الداخلي للأحزاب السياسية في تركيا ونظام حظر هذه الأحزاب».
يعد اليساري السابق دوغو بيرينشيك ، الذي جمع بين الأوراسية والكمالية ، أحد الشخصيات الرائدة في الحركة الاُولُوسالية في تركيا اليوم.  يعد دوغو بيرينشيك، الذي وضع رجاله  فى المناصب المهمة في الدولة على الرغم من انخفاض معدل التصويت لحزبه، أحد الأسماء المهمة في تركيا.